# ドラえもんのひみつ道具 (わ、記号)
ドラえもんのひみつ道具 (わ、記号) では、藤子・F・不二雄の漫画『ドラえもん』、『大長編ドラえもん』(VOL.1〜17)、藤子・F・不二雄のその他の著作に登場するひみつ道具のうち、読みが「わ」で始まるもの、および記号で始まるものを列挙する。

## ワープペン
ワープペンは、「ワープペン」（てんとう虫コミックススペシャル『ドラえもん カラー作品集』第3巻に収録）に登場する。
好きな場所の名前を言いながら、このペンで壁面などに円を描くと、「どこでもドア」と同様にその円の中が超空間を通じてその場所と繋がる。小さな円なら手を突っ込んで品物のやりとりなどをすることができるうえ、大きな円なら人がくぐってその場所へ行き来することもできる。描いた円を消すにはワープ消しゴムを使用する。
ワープ消しゴム（ワープけしゴム）
「ワープペン」（てんとう虫コミックススペシャル『ドラえもん カラー作品集』第3巻に収録）に登場する。
「ワープペン」で描いた円を消すための消しゴム。
名称の初出はテレビアニメ第2作第1期「ワープペン」（1988年6月17日放送、映像ソフト未収録）。

## Yロウ
Ｙロウ（わいロウ）は、「Yロウ作戦」（てんとう虫コミックス第11巻に収録）に登場する。
Y字形に二股に分かれた、ロウソク。これを贈ると、相手は賄賂のような非常に価値のある物をもらった気持ちになり、贈った人の願いをなんでも聞いてくれる。相手は、お願いされたことを必ず実行したくなり、それを途中で取り消すことはできない。何に使うかは分からない模様。
作中に明白な言及はないが、Yロウを受け取ったことは第三者に公表できないようなことと思われている模様。この作品の初出が「小学六年生」1976年6月号で丁度ロッキード事件が世間を騒がせていたころであり、作中に「記憶にない」「病気でお会いできない」などロッキード事件の関係者のようなセリフ回しがあった。

## わすれ鳥
声 - 横沢啓子（1979.10）→渕崎ゆり子（2020.6）
わすれ鳥（わすれどり、（まれに）わすれちょう）は、「わすれ鳥」（てんとう虫コミックス第12巻に収録）に登場する。
鳥の形をしており、肩に止まらせておけばなにかを忘れているときに「ワスレタ、ワスレタ」と鳴いて教えてくれる。忘れたものは品物や用事でも反応するが、「ワスレタ、ワスレタ」としか鳴かない為、この機械を持った本人が何を忘れていたのかを覚えていないと効果がない。

## わすれとんかち
この道具で叩かれた者の記憶の一部を投影させる。失敗するとおかしくなってしまうこともある。

## ワスレバット
ワスレバットは、「ガラパ星からきた男」（てんとう虫コミックス第45巻に収録）に登場する。
野球のバットを象った道具。バットの太いほうで人の頭を叩くと、そのとき頭で思っていることを忘れることができる。逆に細いほうで叩けば、太いほうで叩かれたときに忘れたことを思い出せる。
同様の機能を持つ道具に「ワスレンボー」がある。

## 忘れ物おくりとどけ機
忘れ物おくりとどけ機（わすれものおくりとどけき）は、「忘れ物おくりとどけ機」（てんとう虫コミックス第24巻に収録）に登場する。
テレビモニターと目測直径1メートルほどの円形の台を備えた機械。モニターに好きな場所を映し出し、台の上に物を乗せると、その物をその場所へ一瞬で送り届けることができる。
忘れ物を送り届けるための機械だが、のび太はこれを使って、さまざまな物を出現させる手品をしずかやスネ夫に披露した。

## わすれろ草
わすれろ草（わすれろぐさ）は、「わすれろ草」（てんとう虫コミックス第9巻に収録）、「しんじゅ製造アコヤケース」（てんとう虫コミックス第28巻に収録）に登場する。
花と茎があり、この道具の花の部分のにおいを嗅いだ場合、嗅いだときに考えたり思っていたりしたことを一時的に忘れてしまう。ただし花という性質上匂いは常時放出しているため、うっかり道具を使用する本人が臭いを嗅いでしまい道具の効果や使用すること自体を忘れてしまう場合があるのが難点。また、忘れてしまったことは時間が経つと再び思い出す場合がある。
テレビアニメ第2作第2期「のび太が出会った仮面の女王」では、花のにおいを嗅ぎすぎると全ての記憶が消えてしまう設定になっていた。

## ワスレンボー
ワスレンボーは、「しかしユーレイはでた!」（てんとう虫コミックス第37巻に収録）に登場する。
この棒で人の頭に触れると、記憶を消すことができる。握りの部分にタイマーがあり、これで時間を指定することで、現在からどの程度以前までの記憶を消すかを指定できる。使用するときはワスレンボーを握っている必要はない。テレビアニメ第2作第2期では10分前から現在までの記憶を消す設定になっており、階段を上っている途中で疲れて動けなくなったのび太に使用した際は、疲れを忘れて再び元気に階段を上り始めていた。
映画『のび太と奇跡の島 〜アニマル アドベンチャー〜』ではタイマーが故障している状態で使用したため、全ての記憶が消えてしまった。また、もう1度叩くと記憶が戻る（記憶を失っている間の記憶は上書きされて消えてしまう）設定となっている。『STAND BY ME ドラえもん 2』では少し前から現在までの記憶を消す設定になっており、タイマーによる時間指定機能は作中では描かれていない。

## わらいガス
わらいガスは、「まんがか」（藤子・F・不二雄大全集第1巻に収録）に登場する。
漫画や絵にこのガスを吹き付けると、それを見た人にはその漫画や絵がとても面白く感じられ、息が苦しくなるほど笑い転げてしまう。効果持続時間は短い。

## わりこみビデオ
わりこみビデオは、「わりこみビデオでテレビ出えん」（ぴっかぴかコミックス第8巻に収録）、「ジャイアンテレビにでる!」（てんとう虫コミックス第30巻に収録）に登場する。
録画したテレビ番組の登場人物の顔に、自分や友人など好きな人物の顔をはめ込める道具。動画で簡単にコラージュを行える道具である。
家庭用テレビに使用するビデオデッキとビデオカメラで構成される。前もってビデオデッキの方でテレビ番組を録画しておく。さらにビデオカメラの方で誰かの顔を録画し、そのカセットをデッキにセットする。すると番組中の登場人物の顔に、カメラで撮った人物の顔がはめ込まれて合成される。
類似の機能を持つ道具として、「主役はめ込み機」がある。

## ???
???は、『のび太と雲の王国』、『のび太のねじ巻き都市冒険記』に登場する。
ドラえもんが故障したときに四次元ポケットから出る謎の物体。そのさまはまるでびっくり箱から出る怪物のよう。ドラえもんのポケットを他人が勝手にまさぐったときにも出現する。
「???」という名称は、映画公開時に発売されたムックによる。